# System Recordings
System Recordings — независимый американский лейбл, расположенный в Нью-Йорке, основанный в 2000 году. На лейбле выпускают преимущественно прогрессивную электронную танцевальную музыку.
За свою более чем двадцатилетнюю историю на лейбле успели «засветиться» такие представители танцевальной культуры, как DJ Fresh, Benny Benassi, John Digweed, Christopher Lawrence,Van NiTRo,Miss Kittin, Ex-plosion, Nuclear maniac и многие другие.